# 로런 잭슨

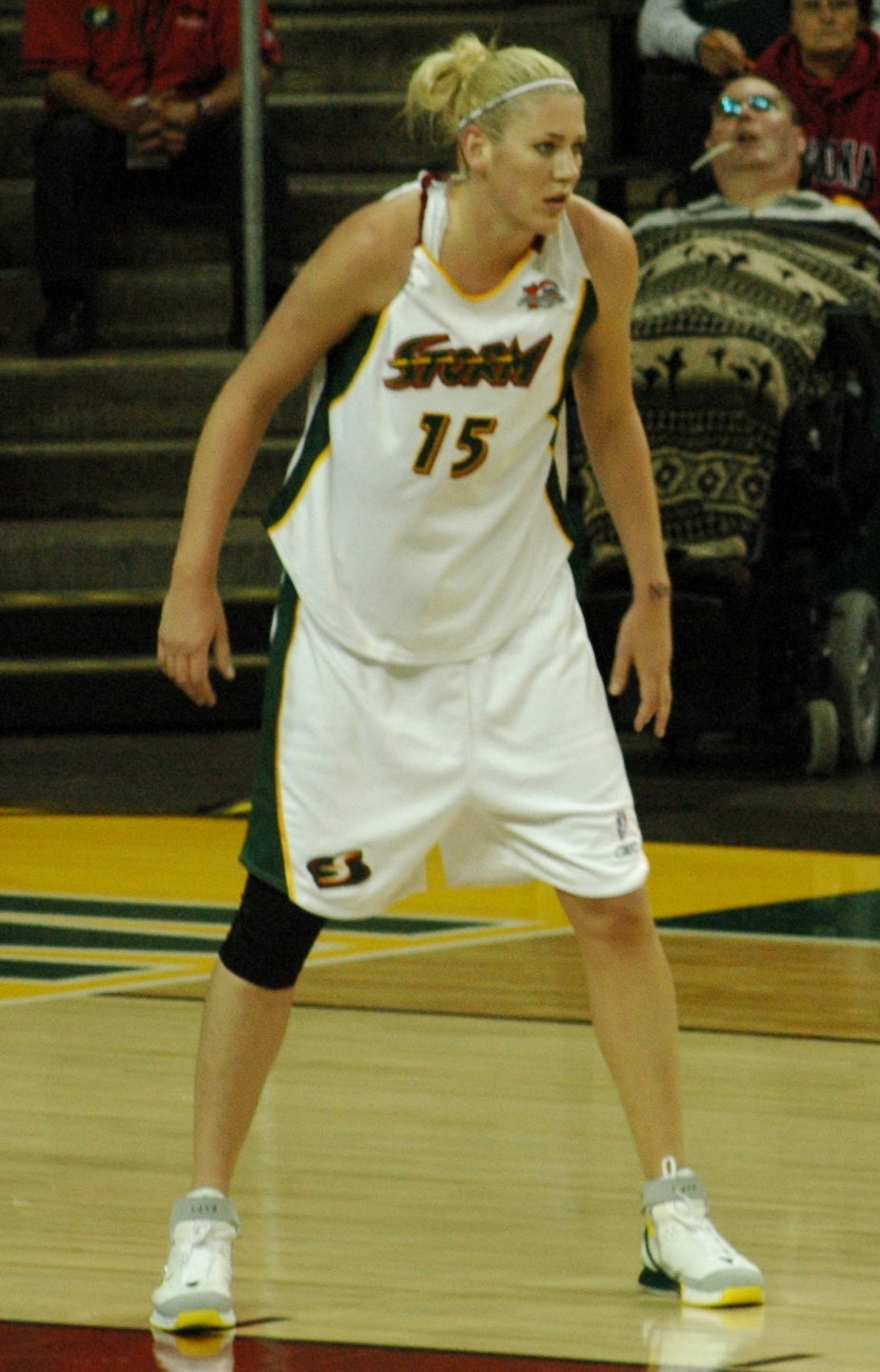
시애틀 스톰 소속 시절의 잭슨(2006년 7월 30일)

로런 엘리자베스 잭슨(영어: Lauren Elizabeth Jackson AO, 1981년 5월 11일~)은 오스트레일리아의 농구 선수로 포지션은 센터이다.
잭슨은 1981년 오스트레일리아 올버리에서 태어났다. 부모가 모두 오스트레일리아 농구 국가대표 출신인 농구 집안 출신이다. 열여섯 살 때 국가대표가 되었으며, 스무 살 때인 2001년 전체 드래프트 1순위로 미국 여자 프로 농구 시애틀 스톰에 입단해 2년 뒤에는 최우수 선수까지 올랐다. 2000년과 2004년 올림픽 때 국가대표로 뛰었으며 과거 한국여자프로농구DML 삼성생명 비추미에서 활동했다.